# 里莱恩斯 (南达科他州)
里莱恩斯（英語：Reliance），是美国南达科他州下属的一座城市。根据2010年美国人口普查，该市有人口195人。论人口在本州排行第184。